# 철화분청
철화분청(鐵畵粉靑)은 백토분청의 표면에 철사(鐵砂)로서 초화문(草花紋), 조어문(鳥魚紋) 등을 장식한 분청자기의 한 예이다. 특히 어문(魚紋) 중에는 현대적인 감각으로 도안화된 것이 많으며 이러한 어문의 발전과 성행하는 단순한 생선에 대한 기호라기보다 연못 속에서 노는 고기를 표현함으로써 당시의 억불(抑佛)정책의 한 반영으로 연문(蓮紋)을 대신한 종교적인 상징(象徵)으로 삼았으리라 추측된다. 기형으로는 소형의 술병과 접시, 사발 종류가 압도적이며 명문(銘紋)을 가진 것도 더러 있다. 연대는 대략 15-16세기로 추측되며 요지(窯址)로는 공주 계룡산요(鷄龍山窯)가 대표적이기 때문에 이 자기를 계룡산이라 부르기도 한다.